# Pouteria brevipetiolata
Pouteria brevipetiolata är en tvåhjärtbladig växtart som beskrevs av Terence Dale Pennington. Pouteria brevipetiolata ingår i släktet Pouteria och familjen Sapotaceae. IUCN kategoriserar arten globalt som starkt hotad.
Artens utbredningsområde är Ecuador. Inga underarter finns listade i Catalogue of Life.